# Ehrenfriedhof Waplitz

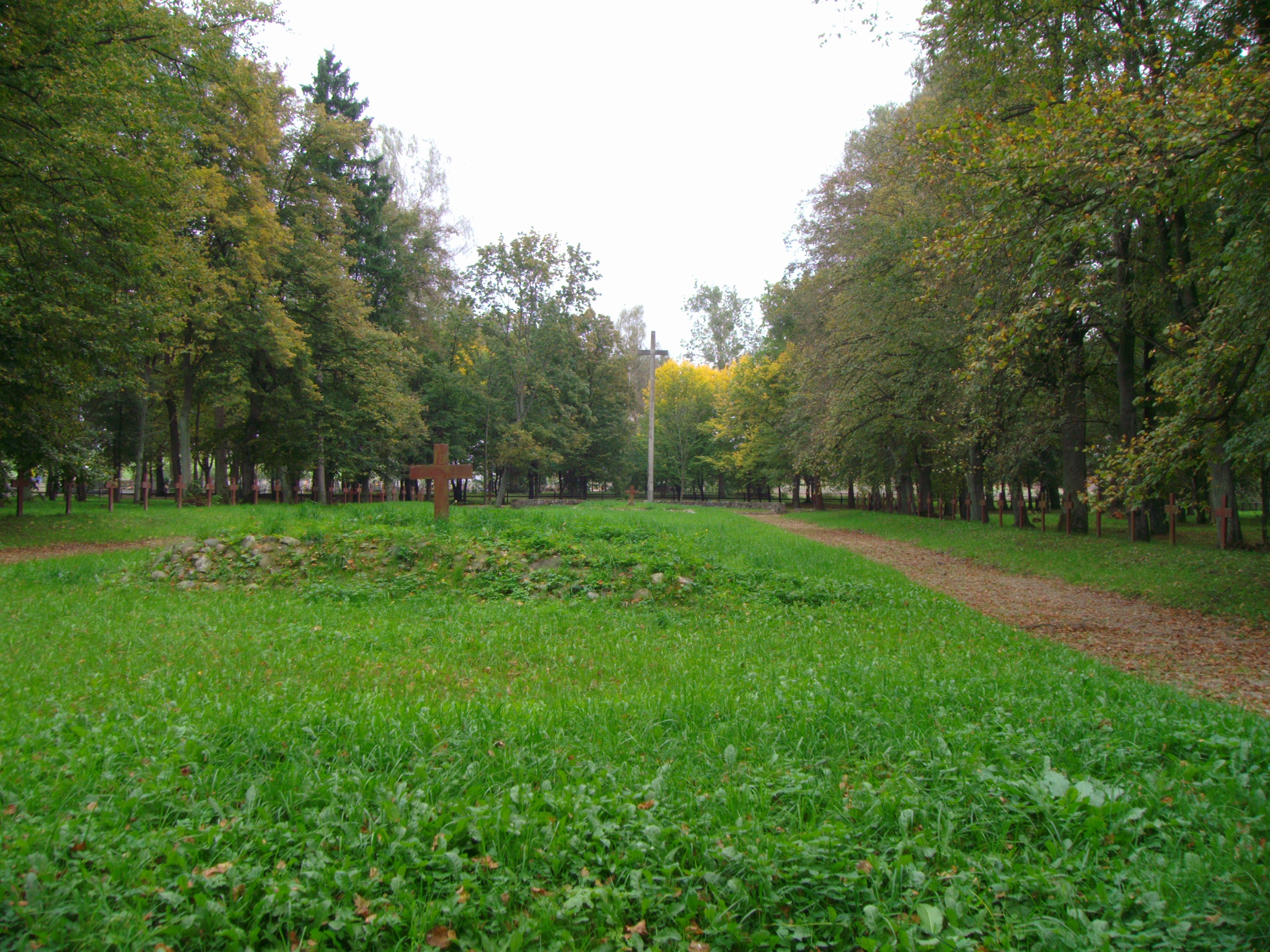
Waplitz im Jahr 2010

Auf dem Soldatenfriedhof in Waplitz (polnisch Waplewo) ruhen 433 Soldaten der deutschen und 203 Soldaten der russischen Armee. Sie sind allesamt Gefallene des Gefechts von Waplitz vom 28. August 1914, eines Ereignisses der Schlacht von Tannenberg. Dort wurde die 41. Division bei der Brücke über die Maranse (polnisch Marózka) bei plötzlich aufhellendem Nebel von der feindlichen Artillerie überrascht.

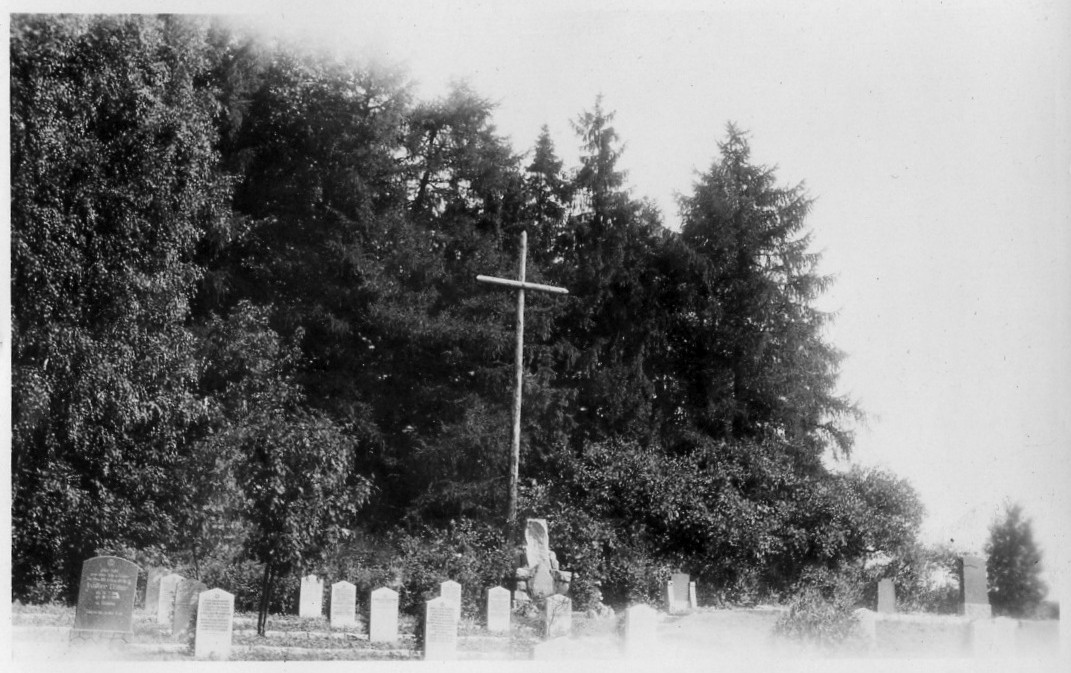
Ehrenfriedhof Waplitz 1935

## Ort
Die Anlage befindet sich an der Hauptstraße von Warschau nach Danzig, 11 km vor Hohenstein (polnisch Olsztynek) auf der linken Seite und  gehört zu den Friedhöfen, die nach der Schlacht von Tannenberg  angelegt wurden. 
Der ca. 2 ha große Friedhof ist nach dem Zweiten Weltkrieg verfallen.  Nur das ca. 8 Meter hohe Betonhochkreuz und der Gedenkplatz blieben erhalten. Der Volksbund Deutsche Kriegsgräberfürsorge organisierte zusammen mit der Bundeswehr einige Erhaltungsmaßnahmen.